# فريدريك كولر (سياسي)
فريدريك كولر (بالإنجليزية: Frederick Kohler) هو سياسي أمريكي، ولد في 2 مايو 1864 في كليفلاند في الولايات المتحدة، وتوفي في 30 يناير 1934. حزبياً، نشط في الحزب الجمهوري. وقد انتخب رئيس الشرطة.